# Marina Manzanares Monjarás
Marina Monjarás là một nhà hoạt động chính trị ở El Salvador. Bà từ lâu đã ở với đảng đối lập chính Mặt trận giải phóng dân tộc Farabundo Martí (Frente Farabundo Martí para la Liberación Nacional). Vào ngày 2 tháng 7 năm 2006, cha mẹ của cô là Francisco Antonio Manzanares, 77 tuổi và Juana Monjarás de Manzanares, 75 tuổi, đã bị sát hại dã man. Tổ chức Ân xá Quốc tế đã phát động một chiến dịch viết thư yêu cầu mọi người hối thúc Tổng thống và Tổng chưởng lý tiến hành một cuộc điều tra kỹ lưỡng và đảm bảo sự an toàn của Marina.